# Cerna
Cerna è un comune della Romania di 4 094 abitanti, ubicato nel distretto di Tulcea, nella regione storica della Dobrugia. Nel villaggio di Cerna, a causa di una recente migrazione dalla Grecia settentrionale, si parla la lingua meglenorumena.
Il comune è formato dall'unione di 4 villaggi: Cerna, General Praporgescu, Mircea Vodă, Traian.